# Publius Galerius Trachalus
Publius Galerius Trachalus était  un sénateur romain,  actif au milieu du Ier siècle. Trachalus était un orateur romain réputé loué pour sa puissance vocale  par Quintilien, et par Tacite.

## Biographie
Originaire d'Ariminum, Trachalus était probablement un descendant du chevalier romain Caius Galerius, ancien préfet d'Égypte. 
Il est consul pour l'année 68 avec Silius Italicus.
Trachalus a servi Othon comme conseiller pendant l'année des quatre empereurs (69 apr. J.-C.) et selon la rumeur publique aurait rédigé certains de ses discours,. Malgré son association avec Othon, il a survécu au chaos des guerres civiles.  Il est protégé des représailles contre les partisans d'Othon par l'intervention de Galeria, épouse de l'empereur Vitellius. Cette protection et la similitude de nom Galeria/Galerius a pu faire penser qu'il était l'oncle de Galeria. Il a été ensuite proconsul de l'Afrique proconsulaire sous Domitien ou sans doute plus tôt sous Vespasien.